# 黒川康正
黒川 康正（くろかわ やすまさ、1950年 - ）は、福井県出身の日本の弁護士、公認会計士、通訳。

## 略歴
1950年、福井県福井市生まれ。福井県立藤島高等学校を経て、1974年に東京大学経済学部を卒業。大学在学中の23歳の時、公認会計士二次試験に合格。卒業後は世界最大と言われるクーパーズ・アンド・ライブランド会計事務所に入所。25歳の時、全国通訳案内士試験と実用英語技能検定一級に合格。27歳で公認会計士三次試験に合格し、独立開業する。30歳で司法試験合格。
黒川康正国際法律会計事務所を経営し、法律、会計、経営コンサルティング等の業務に従事する一方、執筆、テレビ出演などの活動も行う。2020年9月時点で約百冊の著書があるという。

## 来歴
- 福井県立藤島高等学校卒業。
- 1974年、東京大学経済学部卒業。
- 1974年4月、プライスウォーターハウス・クーパース会計事務所に入所する。
- 1976年、通訳ガイド試験に合格。
- 1978年、公認会計士試験に合格。黒川康正公認会計士事務所を開業。
- 1981年、司法試験に合格。
- 1983年、弁護士資格、税理士資格を取得。
- 1984年、黒川康正国際法律会計事務所と改称。
- 2015年、宅地建物取引士資格を取得。

## 著書
- 『資格三冠王』（実業之日本社）
- 『黒川式・情報活用術』（実業之日本社）
- 『一度に五つのことをする法』（ごま書房）
- 『仕事術』（ごま書房）
- 『独学術』（ごま書房）
- 『整理力をつける』（日本経済新聞社）
- 『スーパー速学術』（三笠書房）

## テレビ出演
- アリケン（2010年1月9日）